# NGC 5485
NGC 5485 is een lensvormig sterrenstelsel in het sterrenbeeld Grote Beer. Het hemelobject werd op 14 april 1789 ontdekt door de Duits-Britse astronoom William Herschel.

## Synoniemen
- UGC 9033
- MCG 9-23-37
- ZWG 272.30
- PGC 50369